# Laurens Goossens
Laurens Goossens, auch Laurens Gooszens (* 1. September 1898 in Roermond, Provinz Limburg, Niederlande; † 2. Oktober 1979 in Krefeld, Nordrhein-Westfalen), war ein deutsch-niederländischer Maler, Grafiker und Kunstlehrer.

## Leben
Nach einer Kindheit, die er nach dem Tod des Vaters (1907) in Vorst, der Heimat seiner Mutter, zubrachte, ließ er sich ab 1912 in der Werkstatt von Willy Liebscher in Krefeld zum Dekorationsmaler ausbilden. Ab 1916 studierte er an der Handwerker- und Kunstgewerbeschule Krefeld, unter Peter Bertlings (1885–1982) und Ludwig Zaiser (1882–1973). Danach arbeitete er von 1917 bis 1921 wieder bei Liebscher, unterbrochen von einem Studium an einer Fachschule für Maler in Stuttgart im Jahr 1920. Von 1921 bis 1924 studierte er an der Staatsschule für angewandte Kunst in München, unter anderem bei Richard Riemerschmid, Robert Engels und Adelbert Niemeyer. Anschließend leitete er von 1924 bis 1930 das Atelier der Werkstatt Liebscher. Außerdem leitete er eine private „Werkschule für Malerei“, die er in dieser Zeit in Krefeld gegründet hatte. Als Dozent wirkte er ab 1928 an der Handwerker- und Kunstgewerbeschule Krefeld. In den 1930er Jahren zählten Käthe Ricken und Heinz Trökes dort zu seinen Schülern. 1934 legte er die Meisterprüfung im Fach Dekorationsmalerei ab. 1937 heiratete er Hela Frenken, die 1938 den Sohn Gerd Peter gebar. Nach dem Zweiten Weltkrieg gehörte er zu den Gründern der Künstlergruppe 45 Krefeld, deren Vorsitz er von 1945 bis 1951 innehatte. Von 1948 bis 1964 war er Leiter der Abteilung „Dekorative Malerei“ an der Werkkunstschule Krefeld. 1957 wurde er zum Oberstudienrat befördert. In dieser Zeit gehörten Klaus Peter Noever und Markus Lüpertz zu seinen Schülern.
Mit seinem anfangs gegenständlich gemalten Bildern erreichte Goossens durch Ausstellungen in Krefeld, Düsseldorf, Aachen, Wuppertal, Hamburg und München bereits früh eine Öffentlichkeit. Ab 1964 widmete er sich nur noch der freien Malerei. Dabei schuf er abstrakte, streng grafische Darstellungen.